# The Sports Network
The Sports Network（ザ・スポーツ・ネットワーク）はカナダの大手メディア企業、ベル・メディア傘下の英語系スポーツ専門テレビ局。略称は「TSN」。運営会社はCTVスペシャリティテレビジョンで、株式の80%をベル・メディア、残りの20%をESPN Inc.が保有している。1984年に開局した。

## 主な番組
- スポーツセンター（SportsCentre）
- CFL
- フォーミュラ1
- NHL
- メジャーリーグベースボール
- King of the Cage